# ベルーリエ・ノワール
ベルーリエ・ノワール (Bérurier Noir) は1980年代に活動したフランスのパンク・ロックバンドである。通称として『レ・ベルー (Les Bérus)』が用いられる。

## 作品
| スタブアイコン | サブスタブ | この項目は、まだ閲覧者の調べものの参照としては役立たない、音楽関係者（バンド等）に関連した書きかけの項目です。この項目を加筆・訂正などしてくださる協力者を求めています（P:音楽/PJ:芸能人）。 |